# Blood on the Dance Floor: HIStory in the Mix
Blood on the Dance Floor: HIStory in the Mix este un album remixat al cântărețului american Michael Jackson. A fost lansat în anul 1997 de către casa de discuri Epic Records. Acesta conține 5 piese noi unele dintre cele mai bune pe care le-a compus și 8 remixuri de pe precedentul album HIStory.Este cel mai bine vândut album de remix-uri al tuturor timpurilor.

## Conținut
Lista melodiilor incluse în album este:
1. „Blood on the Dance Floor” — 4:14
2. „Morphine” — 6:26
3. „Superfly Sister” — 6:27
4. „Ghosts” — 5:13
5. „Is It Scary” — 5:35
6. „Scream Louder” — 5:27
7. „Money” — 4:22
8. „2 Bad”  — 3:32
9. „Stranger in Moscow” — 6:55
10. „This Time Around” — 4:05
11. „Earth Song”  — 7:55
12. „You Are Not Alone”  — 7:38
13. „HIStory”  — 8:00